# Eleccions legislatives moldaves d'abril de 2009
Les eleccions legislatives moldaves d'abril de 2009 se celebraren el 5 d'abril de 2009 per a renovar els 101 diputats del Parlament de Moldàvia.

## Resultats electorals
Resultats de les eleccions al Parlament de la República de Moldàvia del 5 d'abril de 2009 
| Partits i coalicions                                   | Partits i coalicions                               | Vots      | %      | Escons | Canvi |
| ------------------------------------------------------ | -------------------------------------------------- | --------- | ------ | ------ | ----- |
|                                                        | Partit dels Comunistes de la República de Moldàvia | 760,551   | 49.48  | 60     | +4    |
|                                                        | Partit Liberal                                     | 201,879   | 13.13  | 15     | +15   |
|                                                        | Partit Liberal Democràtic de Moldàvia              | 191,113   | 12.43  | 15     | +15   |
|                                                        | Partit Aliança Moldàvia Nostra                     | 150,155   | 9,77   | 11     | -11   |
|                                                        | Partit Socialdemòcrata de Moldàvia                 | 56,866    | 3.70   | —      | =     |
|                                                        | Partit Popular Democristià                         | 46,654    | 3.04   | —      | -11   |
|                                                        | Partit Democràtic de Moldàvia                      | 45,698    | 2.97   | —      | -8    |
|                                                        | Unió Centrista de Moldàvia                         | 42,211    | 2.75   | —      | —     |
|                                                        | Moviment Social-Polític                            | 15,481    | 1.01   | —      | —     |
|                                                        | Partit Conservador                                 | 4,399     | 0.29   | —      | —     |
|                                                        | Moldàvia Unida                                     | 3,357     | 0.22   | —      | —     |
|                                                        | Partit Republicà de Moldàvia                       | 1,436     | 0.09   | —      | —     |
|                                                        | Independents                                       | 17,277    | 1.12   | —      | —     |
| Total (participació 57,55%)                            | Total (participació 57,55%)                        | 1.537.087 | 100,00 | 101    |       |
| Font: alegeri.md Arxivat 2010-07-05 a Wayback Machine. |                                                    |           |        |        |       |

## Resultats per partits i districtes

Resultats del PCRM
Resultats del Partit Liberal
Resultats del PLDM
Resultats d'AMN
Total de tots els partits de l'oposició

## Imatges de la revolta d'abril

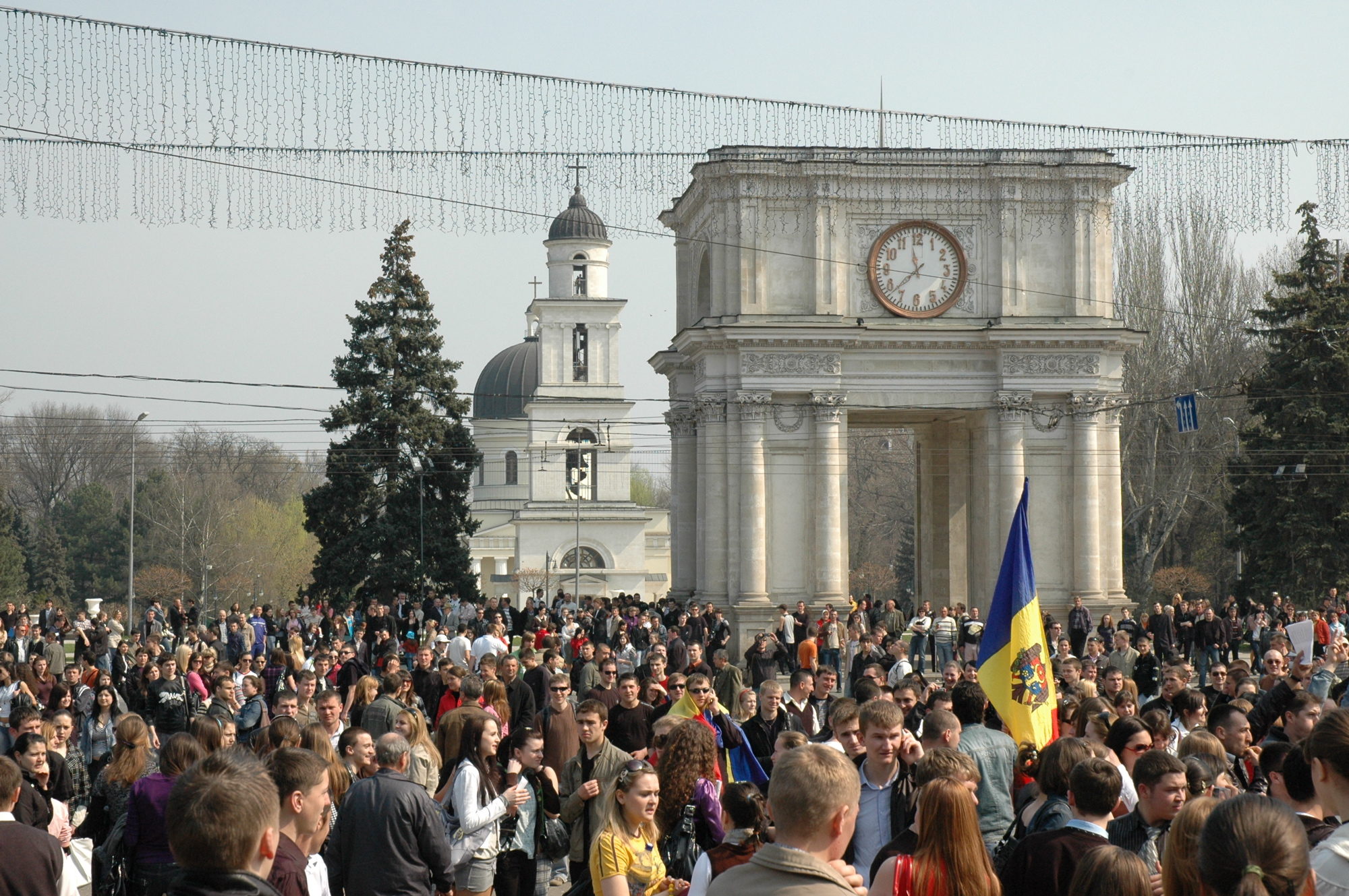
Manifestants al carrer Ştefan cel Mare
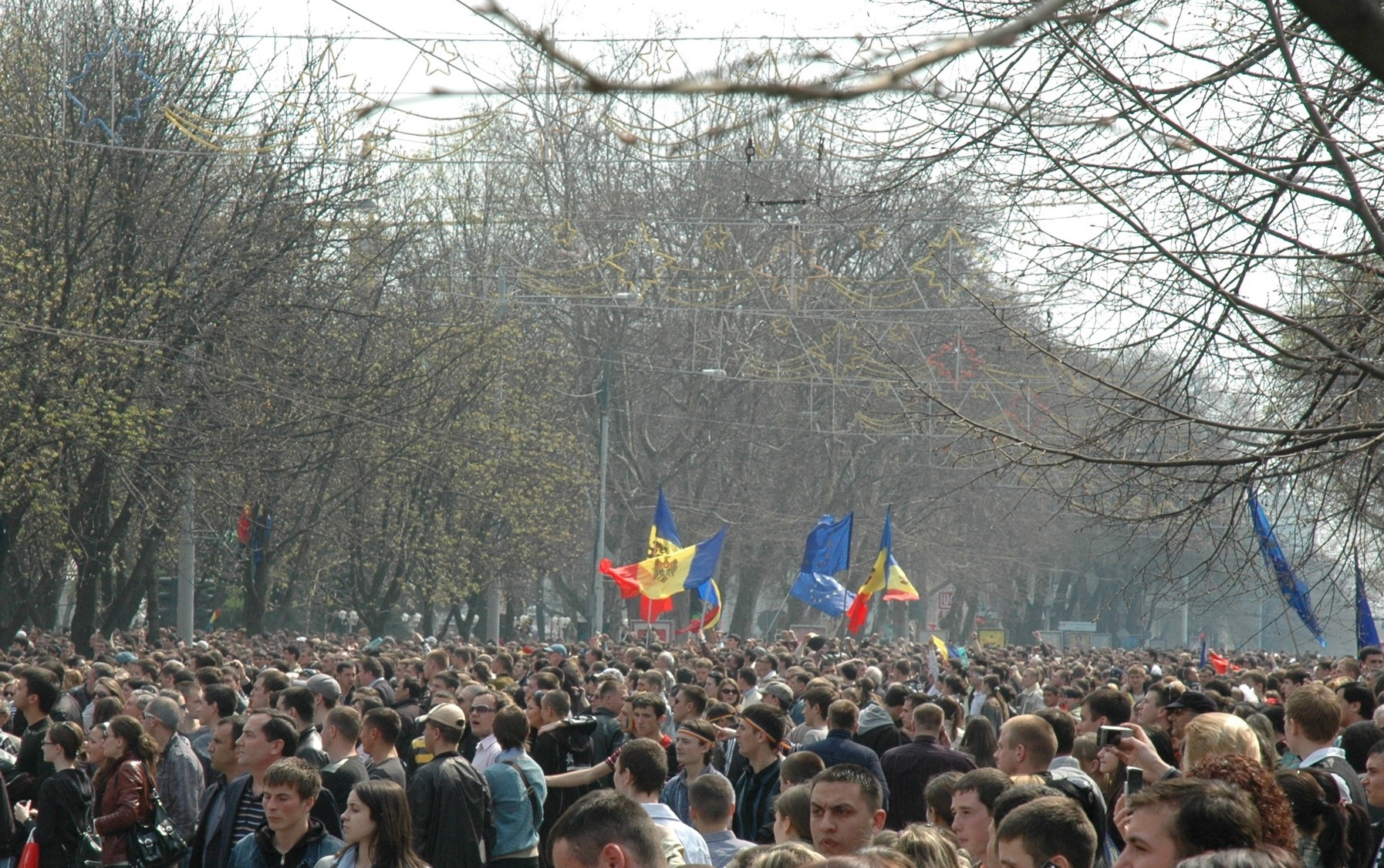
Manifestants al carrer Ştefan cel Mare
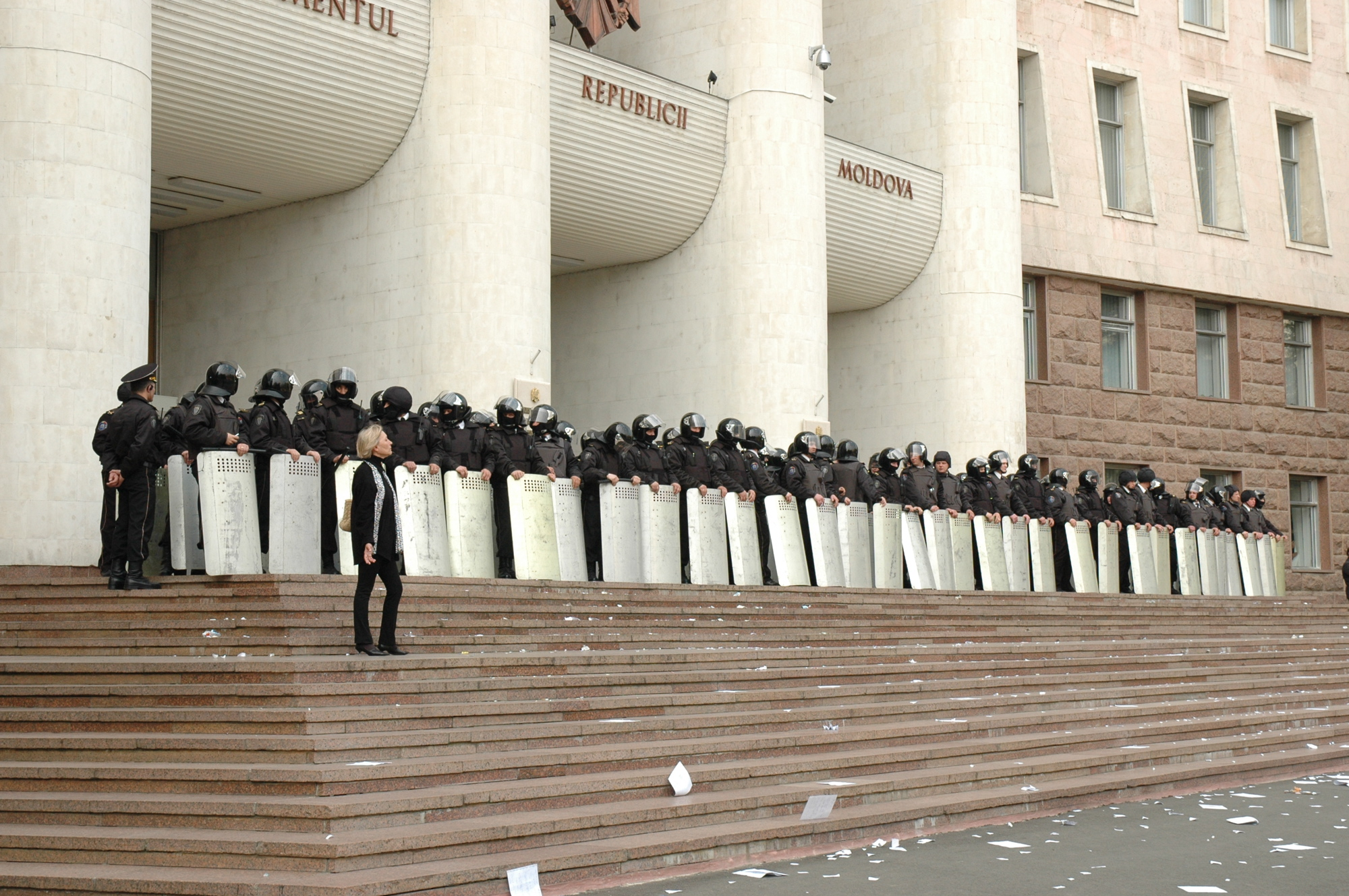
Policies custodien l'entrada al Parlament
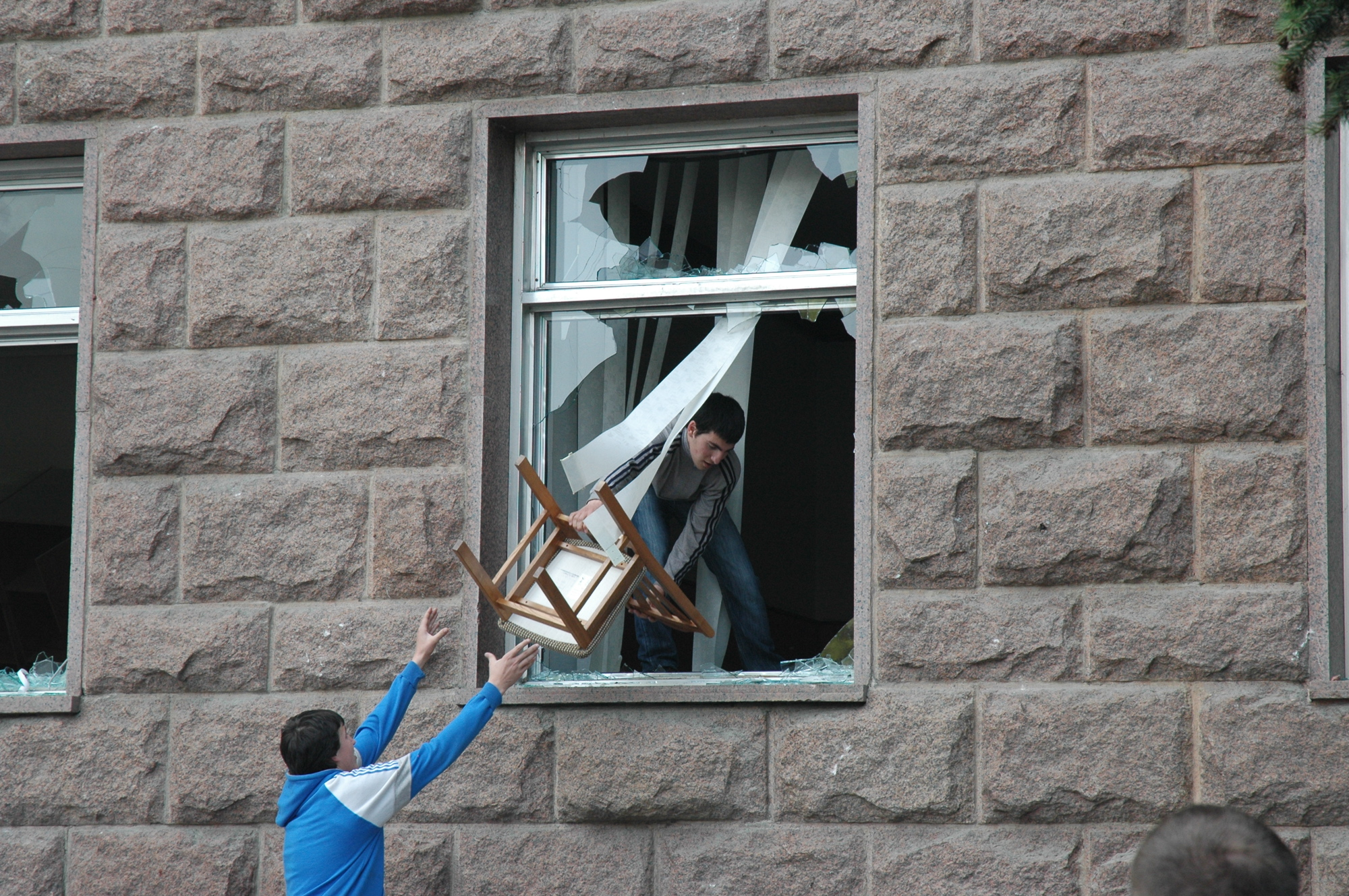
Llançament de mobles per la finestra
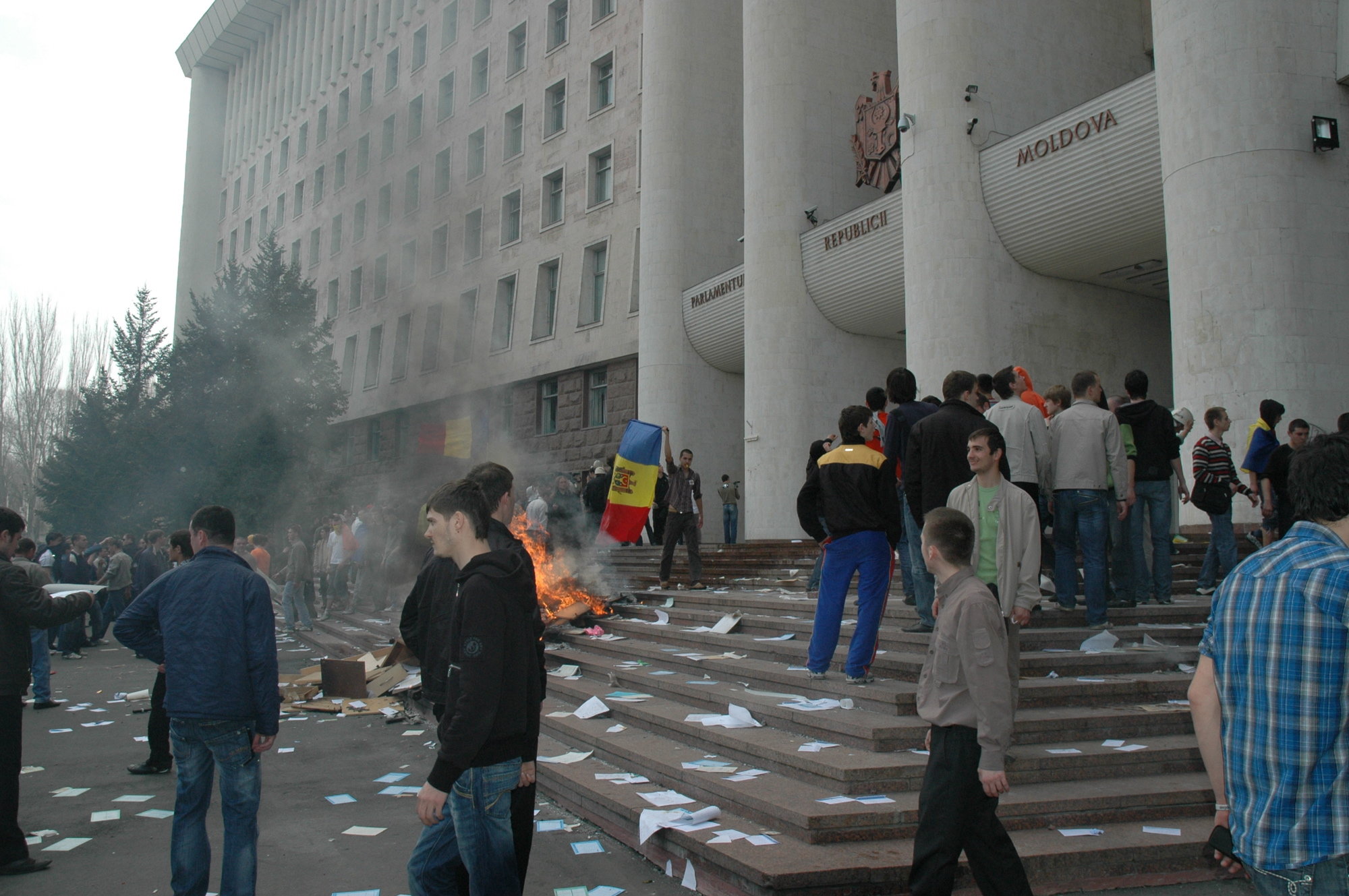
Cadires cremades a les escaoles
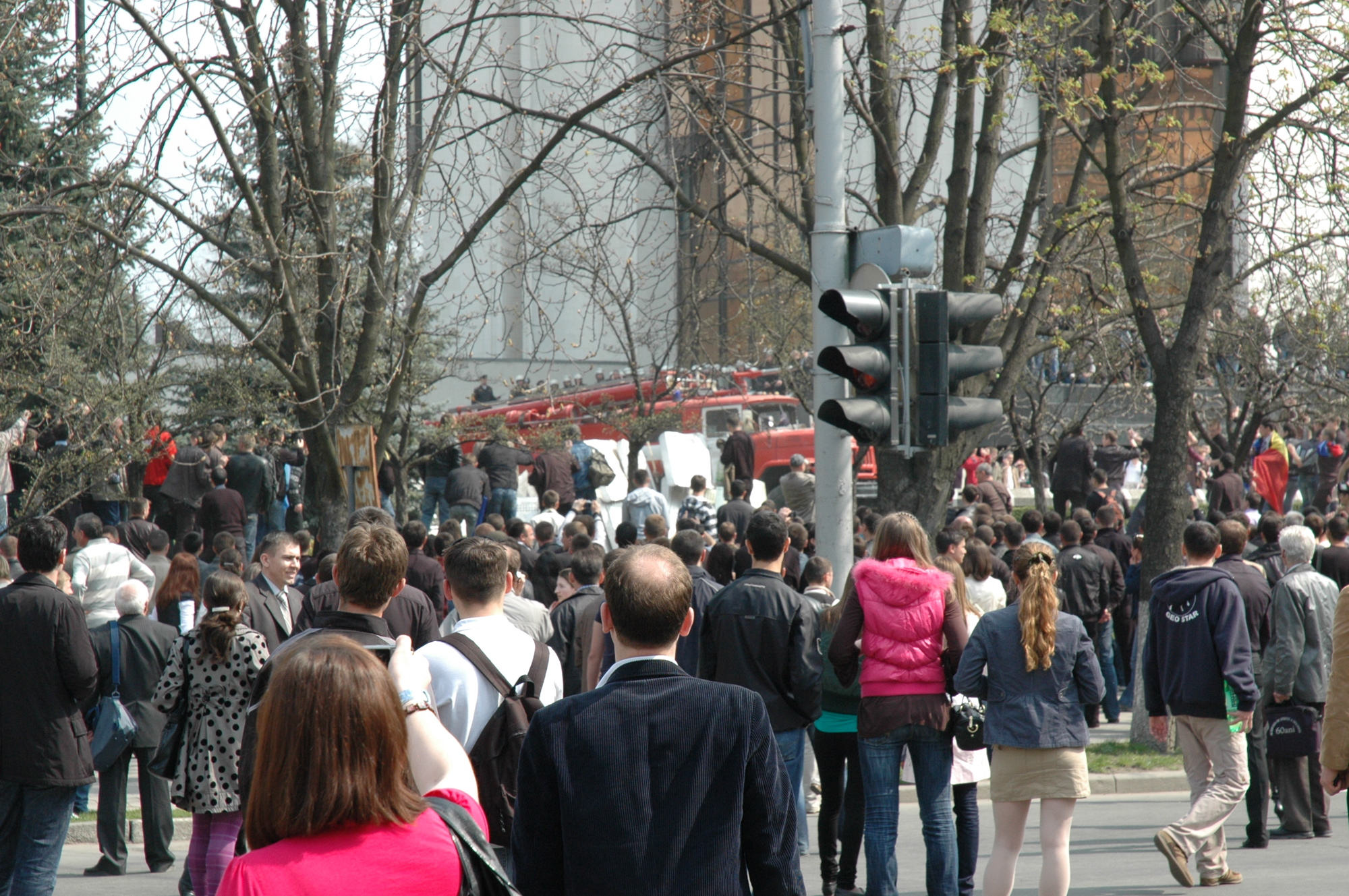
Manifestants i policies
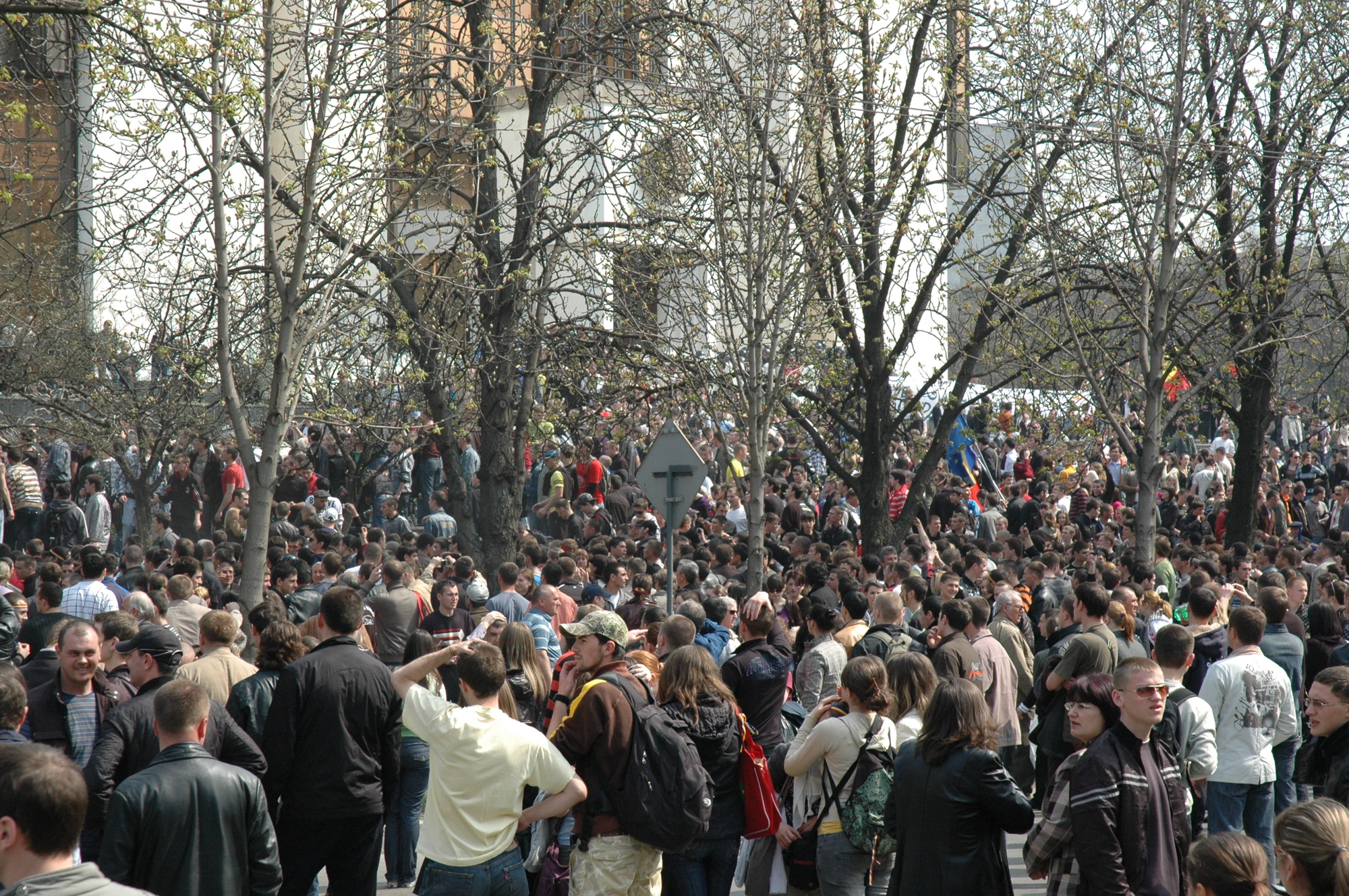
Manifestants davant el Palau Presidencial

## Conseqüències
El partit més votat fou novament el Partit dels Comunistes de la República de Moldàvia, que va obtenir majoria absoluta i Zinaida Greceanîi fou nomenada primer ministre de Moldàvia. Nogensmenys, l'oposició no va acceptar els resultats i acusà al partit guanyador de frau electoral. Entre el 7 i el 15 d'abril es produïren manifestacions que culminaren amb l'assalt a l'edifici del Parlament, un noi mort i acusació de tortures per part de la policia. Un cop reunit el Parlament, no fou capaç d'escollir un president de la cambra, raó per la qual es convocaren eleccions per al juliol.